# Трећа ударна бригада Седме банијске дивизије
Трећа ударна бригада Седме банијске дивизије формирана је 1. маја 1943. године на Банији, од бораца Банијског партизанског одреда и нових бораца као Четврта банијска бригада Унске оперативне групе. На дан формирања имла је три батаљона и инжињеријску чету, са око 1.000 бораца, наоружаних са 587 пушкака, 29 пушкомитраљеза, пет митраљеза и три минобацача. 
Најпре се, од формирања до 11. септембра 1943. године, налазила у саставу Унске оперативне групе, а потом у састав Седме банијске дивизије, где је остала до краја рата. Наредбом Главног штаба НОВ и ПО Хрватске, 28. јуна 1943. године преименована је у Прву бригаду Унске оперативне групе. Септембра 1943. године, приликом реорганизације Седме банијске дивизије, преименована је у Трећу бригаду Седме банијске ударне дивизије. Почетком марта 1945. године године проглашена је „ударном“. 
За своје заслуге током Народноослободилачког рата одликована је Орденом заслуга за народ и Орденом братства и јединства. 